# Nati nel 1203
| Questa pagina contiene informazioni ricavate automaticamente dalle voci biografiche con l'ausilio del template Bio e di un bot. L'aggiornamento è periodico e automatico e ricostruisce completamente la pagina. Se manca una persona in questa lista, sei pregato di non aggiungerla, ma accertati piuttosto che la sua voce biografica contenga il template Bio e che i dati anagrafici siano correttamente compilati. Se il template Bio manca, inseriscilo tu stesso o, in alternativa, metti l'avviso {{tmp\|Bio}} che ne segnala la mancanza. Se i dati riportati sono sbagliati, correggi direttamente la voce biografica; le modifiche saranno visibili in questa lista entro pochi giorni. Per chiarimenti vedi il progetto biografie. La lista contiene solo le 11 persone che sono citate nell'enciclopedia e per le quali è stato implementato correttamente il template Bio. Pagina aggiornata al 13 gen 2025. |

- 10 gennaio - Abū Shāma, storico arabo († 1268)
- 28 luglio - Kujō Motoie, poeta giapponese († 1280)
- Abu Zakariyya Yahya, sultano († 1249)
- Beatrice di Svevia, principessa sveva († 1235)
- Filippo Ciardelli, religioso italiano († 1290)
- Eva Marshal, nobile britannica († 1246)
- Bi Bi Monajemeh Nishaburi, matematica e astronoma iraniana († 1280)
- Pietro II di Savoia, conte († 1268)
- Zakariyya al-Qazwini, scienziato persiano († 1283)
- Yusuf al-Mustansir, califfo berbero († 1224)
- Michele Zanche, politico italiano († 1275)